# Irish League 1894-1895
L'Irish League 1894-1895 è stata la 5ª edizione della prima divisione del campionato nordirlandese di calcio.
Il campionato era formato da sole quattro squadre e il Linfield F.C. vinse il titolo, non vi furono retrocessioni.

## Classifica finale
| Pos. | Squadra      | G | V | N | P | GF | GS | Punti |
| ---- | ------------ | - | - | - | - | -- | -- | ----- |
| 1    | Linfield     | 6 | 4 | 2 | 0 | 18 | 6  | 10    |
| 2    | Distillery   | 6 | 3 | 1 | 2 | 13 | 13 | 7     |
| 3    | Glentoran    | 6 | 1 | 2 | 3 | 9  | 14 | 4     |
| 4    | Cliftonville | 6 | 1 | 1 | 4 | 10 | 17 | 3     |